# Педру II
Пе́дру II (порт. Pedro II; 26 квітня 1648 — 9 грудня 1706) — король Португалії (1683—1706). Регент Португалії (1668-1683). Представник Браганського дому. Четвертий син португальського короля Жуана IV та Луїзи де Гусман. Молодший брат короля Афонсу VI. Прізвисько — Ми́рний (порт. Pedro, o Pacífico).

## Імена
- Пе́дру II (порт. Pedro II) — у португальських джерелах.
- Пе́дру II Брага́нський (порт. Pedro II de Bragança) — за назвою династії.
- Пе́дру Ми́рний (порт. Pedro, o Pacífico) — за прізвиськом, за підписання Лісабонського договору 1668 року.
- Пе́дру II Португа́льський (порт. Pedro II de Portugal) — за назвою країни.
- Петро́ II (лат. Petrus II) — у латинських джерелах.
- Пе́дро II (ісп. Pedro II) — у кастильських, іспанських джерелах.

## Біографія
У 1668 році Педру призначений регентом при своєму слабкому старшому браті Альфонсу VI. Після його смерті в 1683 році став королем.
У лютому 1668 року закінчив вигідним миром 27-річну війну з Іспанією. Остання визнала незалежність Португалії. У 1668 році він взяв у дружини Марію Франциску Савойську-Немурську (1646-1683), дружину брата, з якою той розлучився в 1666. У них народилася одна дочка.
У 1669 році Голландія визнала Бразилію португальською колонією. Незабаром там відкриті Гераезькі золоті копальні, що принесли Педру величезні багатства. Педру поступово зміцнював свою владу і все рідше скликав кортеси.
Другий раз Петро одружився в 1687 році з Марією Софією Нойбурзькою (1666-1699), донькою курфюрста Філіппа Вільгельма Пфальц-Нойбурзького. У цьому шлюбі народилися вісім дітей.
Педру II помер 9 грудня 1706 року, йому успадковував син Жуан V Великодушний.

## Родина
1 Дружина — Марія Франциска Савойська-Немурська (1646-1683), дружина брата, з якою той розлучився в 1666.
Діти:
- Ізабелла (1669-1690).

2 Дружина — Марія Софія Нойбурзька (1666-1699), донька курфюрста Філіппа Вільгельма Пфальц-Нойбурзького.
Діти:
- Жуан (†1688), принц Бразилії;
- Жуан (1689—1750), майбутній король Португалії Жуан V;
- Франсішку (1691—1742), герцог Бежа, коннетабль Португалії, Великий пріор Крато, пріор лицарів Мальти;
- Франсішка Ксав'єра (1694), померла у дитинстві;
- Антоніу (1696—1757);
- Тереза Марія (1696—1704), померла в дитинстві;
- Мануел (1697—1766), граф Орен;
- Франсішка Жозефа (1699—1736).

У нього було також троє позашлюбних дітей від трьох різних жінок:
- Луїза (1679—1732);
- Мігель (1699—1724), герцог Лафойнш;
- Жозе Карлуш (1703—1756), від зв'язку з Франсішку Кларою да Сілва (*1650), доктор богослов'я, архієпископ Браги в 1741—1756 роках.